# Accuminulia
Accuminulia là một chi bướm đêm thuộc họ Tortricidae.

## Các loài
- Accuminulia buscki  Brown, 2000
- Accuminulia longiphallus  Brown, 1999